# Parastenocaris japonica
Parastenocaris japonica is een eenoogkreeftjessoort uit de familie van de Parastenocarididae. De wetenschappelijke naam van de soort is voor het eerst geldig gepubliceerd in 1955 door Chappuis.